# Denis Pack
Denis Pack (Kilkenny, 7 ottobre 1775 – Londra, 24 luglio 1823) è stato un generale britannico.

## Biografia
Discendente del politico sir Christopher Packe, Pack era figlio del reverendo Thomas Pack, decano di Ossory nell'Irlanda orientale. Sua madre era Catherine, figlia ed erede di Denis Sullivan di Berehaven, in Irlanda.

### La carriera militare
Servì nelle Fiandre nel 1794, prese parte alla spedizione di Quiberon nel 1795, ed in Irlanda alla soppressione della rivolta del 1798.
Comandò il 71st Foot durante la presa del Capo di Buona Speranza nel 1806.

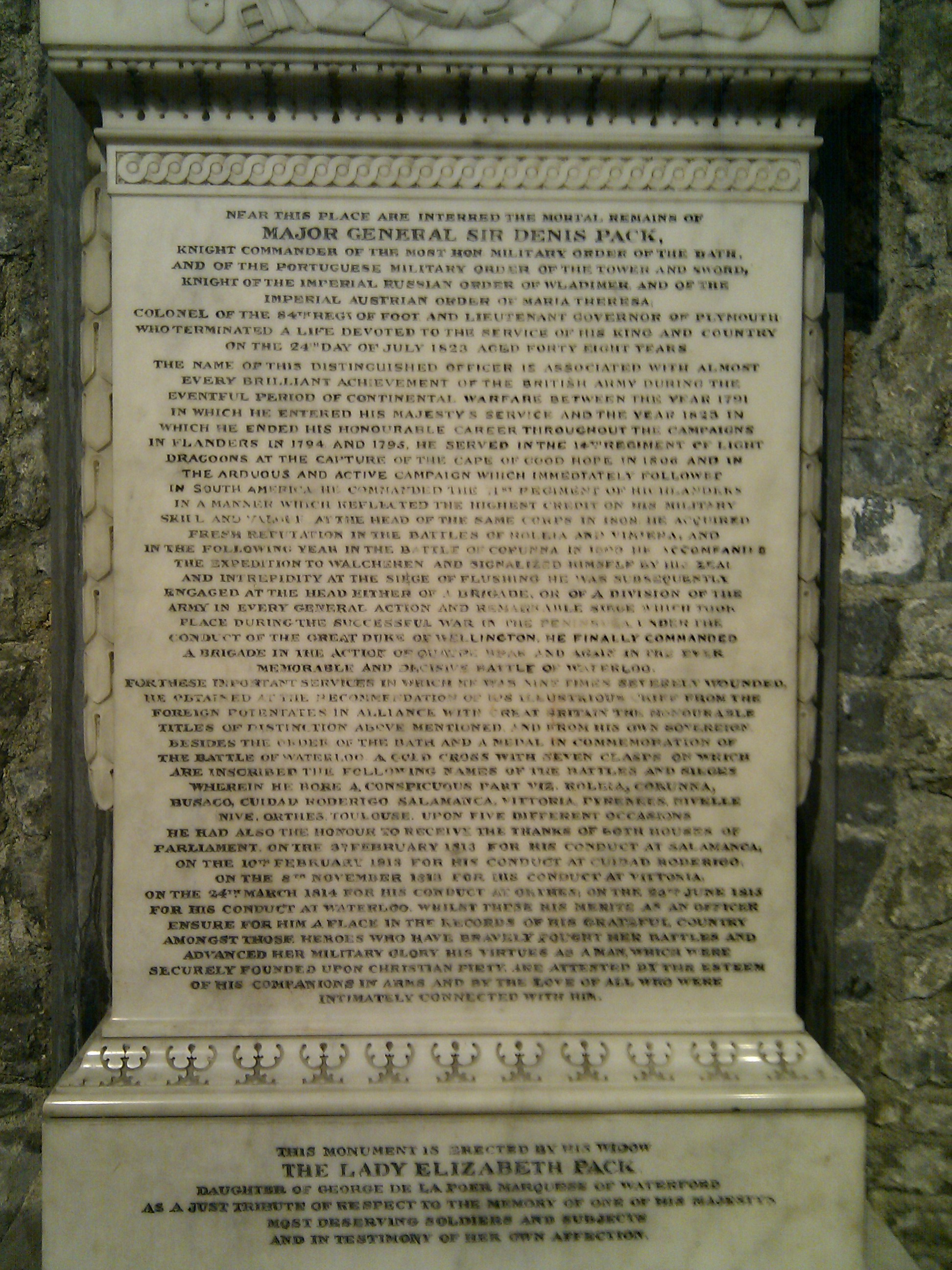
La tomba di sir Denis Pack nella cattedrale di Canice, Kilkenny

Il suo reggimento venne incorporato nelle forze del generale William Beresford quando questi guidò l'invasione britannica di Buenos Aires, nel giugno di quello stesso anno. Il loro reggimento contribuì con più della metà delle forze d'invasione e con questi uomini Beresford riuscì ad occupare Buenos Aires senza grande resistenza. Ma dalla seconda settimana di agosto del 1806 Santiago de Liniers riuscì a riconquistare la città. Ufficiali e truppe inglesi vennero presi prigionieri e internati in diverse località del vicereame del Rio de la Plata.
Il generale Beresford ed il colonnello Pack vennero detenuti a Luján, ma riuscirono a fuggire a Montevideo, aiutati dagli indipendentisti locali. Una volta a Montevideo, Pack si unì alla divisione del generale Robert Craufurd e tentò la seconda invasione di Buenos Aires, pur avendo giurato di non combattere più contro la Spagna. Ebbe successivamente parte attiva all'occupazione della colonia di Sacramento, scontrandosi col colonnello Francisco Javier de Elío.
Accompagnò il generale Craufurd nella Battaglia di Miserere e nell'attacco alla città di Buenos Aires. Coi suoi uomini occupò la chiesa di San Domenico, ma fu costretto a ritirarsi dalla resistenza locale; pur avendo recuperato la bandiera del 71º reggimento venne sopraffatto dal nemico. Tentò di abbandonare la sua posizione e la città, ma venne costretto alla resa. La popolazione cercò di giustiziare Pack per spergiuro, ma i frati domenicani lo protessero sino a quando non venne liberato dal generale John Whitelocke durante la ritirata.
Nel 1806, combatté nella guerra peninsulare e prese parte alla spedizione di Walcheren del 1809. Fu presente alle battaglie di Roliça, Vimiero, Corunna, Busaco, Ciudad Rodrigo, Salamanca, Vittoria, dei Pirenei, Nivelle, Niva, Orthez e Tolosa. Ottenne sette barrette sulla Peninsular Gold Medal.
Pack venne promosso maggiore generale nel 1813 e comandò dal 1810 al 1814 la brigata di Oporto dell'esercito portoghese impegnato in Spagna. Ottenne la medaglia di cavaliere commendatore dell'ordine del Bagno nel 1815 e gli fu assegnato il comando della 9ª brigata nella 5ª divisione del generale Picton con la quale combatté nella battaglia di Waterloo. Divenne vice governatore di Plymouth e comandante del Western District nel 1819.
Dopo la sua morte la moglie Elizabeth Louisa  si sposò con l'amico ed ex commilitone di Denis, il tenente generale Thomas Reynell.